# 野岳湖
野岳湖（のだけこ）は、長崎県大村市東野岳町にある人工の灌漑用ため池である。周囲約3キロメートル、貯水能力120万立方メートルで、下流の田畑約100ヘクタールに用水を供給している。江戸時代初期に、捕鯨業を営み巨利を博した深澤儀太夫が私財を投じて築造した。湖の周囲は大村市が管理する野岳湖公園としてキャンプ場やサイクリングロードなどが整備されている。野岳湖は野岳ため池として農林水産省のため池百選に選定されている。

## アクセス
- JR大村線大村駅から長崎県交通局（長崎県営バス）野岳湖行きで約40分、終点下車。
- 長崎自動車道大村インターチェンジより車で約20分。